# Cruz atrial
Cruz atrial se denomina, en las construcciones conventuales mexicanas, a las esculturas de cruces creadas por los frailes mendicantes en los atrios de las iglesias, señalando simbólicamente el centro de las poblaciones dada su disposición entre el eje longitudinal y transversal del atrio. Como señala el padre Arturo Schroeder Cordero en su artículo "Las funciones del atrio conventual en el sesquicento mexicano", las cruces fueron hechas en un principio de madera y después en piedra, dado que estos fungían como pararrayos, como fue el caso de la enorme cruz atrial del convento de San Francisco en la Ciudad de México, que fue partida en dos por un rayo a principios del siglo XVI.
Las cruces atriales por lo general están colocadas sobre una peana o zócalo; poseen únicamente el rostro de Cristo, una cartela con la leyenda INRI en su parte superior, el señalamiento de los tres clavos en manos y pies de Cristo y la talla de los símbolos de la Pasión, como los clavos, el martillo con el que clavaron a Jesús, un gallo cantando sobre la columna de la Pasión, el cilicio del azote, la corona de espinas y los dados con los que jugaron a sortearse las ropas de Cristo sus ejecutores, entre otros. La decoración por lo general es de tipo fitomorfo, con enormes flores de lis y otros detalles florales en los que es perceptible la mano del escultor indígena, por la talla inspirada en elementos indígena y por ser muchas de ellas hechas de una sola piedra núcleo y denotar haber sido talladas con técnica mesoamericana, es decir, piedra con piedra. Actualmente se conservan un buen número de cruces atriales en las iglesias mexicanas originales y réplicas.
En ocasiones era usadas como puntos de referencia para medir distancias entre las poblaciones.

## Galería de imágenes
|                                  |
| Cruz atrial de Actopan, Hidalgo. |

|                                             |
| Cruz atrial en Tultitlán, Estado de México. |

| |
| Cruz atrial de la Catedral de Yucatán. Las distancias a distintas poblaciones de la región respecto a la capital, Mérida, eran medidas a partir de esta cruz. |

|                                                                                               |
| Cruz atrial contemporánea de la Parroquia de la Purísima Concepción, en Yurécuaro, Michoacán. |

|                                                                  |
| Cruz atrial de la Catedral Metropolitana de la Ciudad de México. |